# Saturday Night Wrist
Saturday Night Wrist – piąty studyjny album amerykańskiego zespołu Deftones. Premiera płyty odbyła się 31 października 2006 roku.

## Lista utworów
1. Hole In The Earth - 4:09
2. Rapture - 3:25
3. Beware - 6:00
4. Cherry Waves - 5:17
5. Mein - 3:59
6. u,u,d,d,l,r,l,r,a,b,select,start - 4:12
7. Xerces - 3:42
8. Rats!Rats!Rats! - 4:00
9. Pink Cellphone - 3:54
10. Combat - 4:46
11. Kimdracula - 3:15
12. Riviere - 3:44

## Fakty dotyczące płyty
- pierwszym singlem jest utwór "Hole In The Earth"
- Teledysk do tej piosenki powstał w Nowym Jorku, a reżyserem był Brian Lazzaro
- W utworze "Mein" gościnnie występuje Serj Tankian, lider zespołu System of a Down. Jest to także drugi singel promocyjny
- "u,u,d,d,l,r,l,r,a,b,select,start" jest kompozycją instrumentalną.
- Nad albumem pracowało 4 producentów : Dan "The Automator" Nakamura, Bob Ezrin, Terry Date i Shaun Lopez